# Ракоши, Матьяш
Ма́тьяш Ра́коши (венг. Rákosi Mátyás, при рождении Ро́зенфельд венг. Rosenfeld Mátyás, в некоторых русских документах Матвей Иосифович Ракоши, 9 марта 1892, Ада, Королевство Венгрия, Австро-Венгрия — 5 февраля 1971, Горький, РСФСР, СССР) — венгерский государственный, политический и партийный деятель, генеральный секретарь ЦК Венгерской коммунистической партии (1945—1948), Первый секретарь ЦК Венгерской партии трудящихся (1948—1956), Председатель Совета Министров Венгерской Народной Республики (1952—1953).
В период его правления в Венгрии произошёл переход от режима народной демократии к социалистическому государству, а также ускоренная советизация Венгрии, сопровождавшаяся политическими репрессиями. Спустя три года после смерти Сталина, через некоторое время после XX съезда КПСС, принявшего историческое постановление «О культе личности и его последствиях», отправлен в отставку.

## До прихода к власти

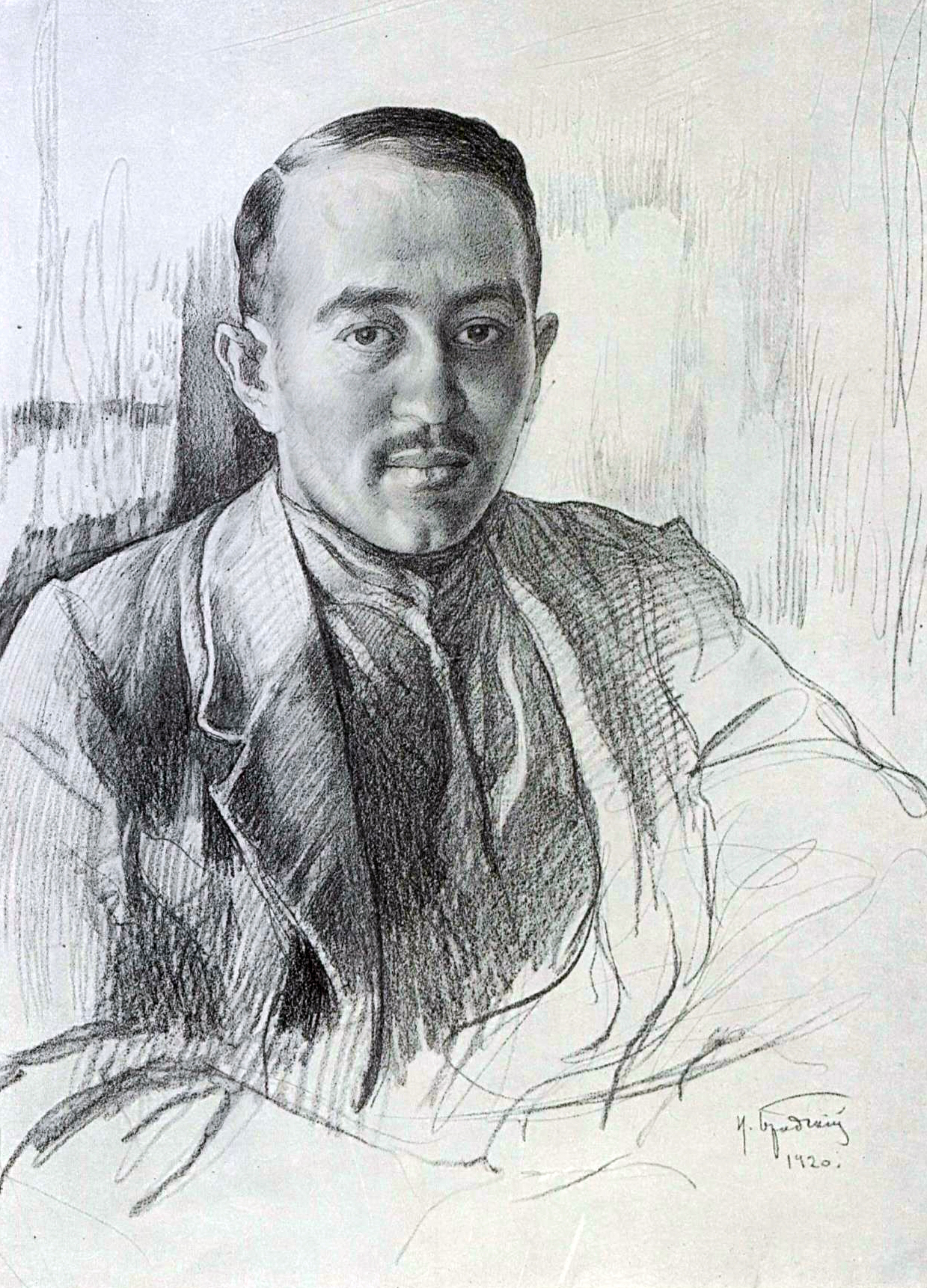
М. Ракоши на Втором конгрессе Коминтерна (1920). Портрет работы И. Бродского

Был шестым ребёнком из двенадцати детей в бедной еврейской семье — бакалейщика Йожефа Розенфельда и Сесилии Ледерер. В 1904 году в связи с политикой мадьяризации имён вся семья сменила фамилию на Ракоши. В годы Первой мировой войны воевал на Восточном фронте, где попал в плен и вступил в Венгерскую коммунистическую партию.
Вернулся в Венгрию. В правительстве Белы Куна занимал посты сначала заместителя наркома, затем нарком торговли. Командовал Красной гвардией и Красной армией. После падения Венгерской советской республики эмигрировал в Австрию, был арестован и через девять месяцев выслан из страны.
В 1920—1924 гг. работал в исполкоме Коминтерна, в 1921 г. был избран его секретарём. В декабре 1924 г. возвратился в Венгрию, чтобы организовать нелегальную компартию. В сентябре 1925 г. арестован, предан военному суду, на котором прокурор требовал смертной казни, однако протесты европейской левой интеллигенции (в том числе Р. Роллана) привели к передаче дела в гражданский суд, который приговорил его к восьми с половиной годам заключения. В 1934 г. после отбытия срока вновь предстал перед судом по обвинению в преступлениях, совершенных в период советской республики, и приговорен в 1935 г. к пожизненному заключению в каторжной тюрьме.
В октябре 1940 г. правительство Советского Союза обменяло Ракоши на трофейные знамёна, захваченные Россией при подавлении венгерской революции 1848-49 гг. В 1940-45 гг. в Москве руководил заграничным бюро ЦК КПВ. В феврале 1945 г. вернулся в Венгрию вместе с советскими войсками и возглавил Компартию Венгрии. В 1945—1949 заместитель премьер-министра.

## Правление Ракоши
Для прихода к власти коммунисты использовали тактику, названную Ракоши тактикой нарезания салями. Они, пользуясь поддержкой советских войск, арестовали большинство лидеров оппозиционных партий, а в 1947 году провели новые выборы. Новый избирательный закон лишил права голоса на основании политической неблагонадёжности полмиллиона граждан (8,5 % электората). Коммунисты получили относительное большинство голосов (22,25 %) и 100 мандатов из 411. В октябре Партия венгерской независимости, набравшая 13,4 % голосов, была обвинена в мошенничестве на выборах, лишена депутатских мандатов и в ноябре запрещена.
В марте 1948 года в СДПВ поменялось руководство, официальной идеологией партии был объявлен ленинизм, представители непрокоммунистических течений в СДПВ, занимавшие какие-либо руководящие посты в партии, были из неё исключены. 13 июня СДПВ объединилась с КПВ в Венгерскую партию трудящихся (ВПТ), под контролем которой оказалось более половины мест в Государственном собрании, генеральным секретарём ЦК ВПТ стал Ракоши. Возглавлявшаяся им «тройка», в которую также входили М. Фаркаш и Э. Герё, определяла курс ВПТ и государства.
26 декабря 1948 года был арестован примас Венгрии Йожеф Миндсенти. В феврале 1949 года на сфабрикованном процессе он был признан виновным в измене и шпионаже и приговорён к пожизненному заключению.
В мае 1949 после безальтернативных выборов Государственного собрания, на которых единственный список сформированного под руководством ВПТ Национального фронта независимости получил 97 % голосов, больше половины депутатского состава составили члены ВПТ.
Ракоши, прозванный «лучшим учеником Сталина», установил личную диктатуру, занимаясь копированием сталинской модели управления в СССР: подавлял любое инакомыслие, боролся с католической церковью. Госбезопасность (AVH) насчитывала в штате 28 тыс. чел. Им помогали 40 тыс. информаторов. На миллион жителей Венгрии AVH завела досье — более чем на 10% всего населения, включая стариков и детей. Из них 650 тысяч подверглись преследованиям.
С конца 1940-х гг. Ракоши развязал кампанию против сионистов, устранив при этом своего политического конкурента — министра внутренних дел Ласло Райка. В мае 1949 г. Л. Райк (нееврей) и одновременно — свыше 200 коммунистов с довоенным стажем были арестованы. На процессе Райка и его мнимых сообщников (сентябрь 1949 г.), первом и самом большом из показательных процессов, направленных против потенциальной оппозиции в рядах коммунистических партий Восточной Европы, впервые зазвучала тема «всемирного сионистского заговора» — пока как второстепенный пункт обвинения против двух подсудимых евреев, Тибора Соньи и Андраша Салаи. Кроме того, Райк был обвинён в «титоизме» и ориентации на Югославию. Он и многие другие обвиняемые были казнены.

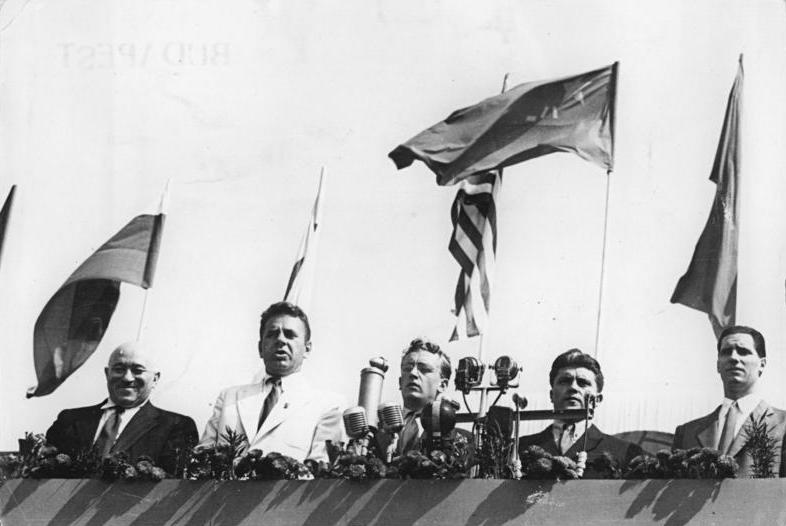
Матьяш Ракоши на Втором всемирном фестивале молодежи в 1949 году (слева)

В результате в годы правления Ракоши только в 1952 году в Венгрии было репрессировано свыше 540 тысяч человек — каждый восемнадцатый гражданин страны. За 2,5 года в стране с населением 9,5 млн прокуратура возбудила дела против 1,5 миллионов человек. Около 400 тыс. венгров получили различные сроки тюремного заключения или лагерей, отрабатывая их в основном в шахтах и каменоломнях.
При Ракоши происходила национализация экономики и ускоренное кооперирование сельского хозяйства. Экономическая ситуация в стране осложнялась тем, что Венгрия, как союзник Германии по Второй мировой войне, была обязана несколько лет выплачивать СССР, ЧССР и Югославии контрибуцию, иногда доходившую до четверти национального продукта. В 1952 году реальная заработная плата рабочих и служащих была на 20 процентов, а доходы крестьян — на одну треть ниже, чем в 1949.
В 1952 году Ракоши занял также должность премьер-министра Венгрии. В 1953 году предпринятые правительством меры принесли заметное облегчение, но лишь на короткое время. Провал планов индустриализации и изменения в СССР после смерти Сталина (в Москве решили, что Ракоши излишне фанатичен, что он не способствует популярности новых венгерских властей) привели к тому, что на пленуме Центрального руководства ВПТ 27 — 28 июня 1953 года Матьяш Ракоши был подвергнут критике и освобождён от поста главы правительства. Пост генерального секретаря был заменен постом первого секретаря ВПТ, который сохранили за Ракоши. Серьёзные позиции в партии занял новый глава правительства Имре Надь и его сторонники. Была проведена амнистия, прекращено интернирование и запрещено выселение из городов по социальному признаку. Имре Надь прекратил строительство множества крупных промышленных объектов. Капиталовложения были направлены на развитие лёгкой и пищевой промышленности, было ослаблено давление на сельское хозяйство, снижены цены на продукты и тарифы для населения. Меры, направленные на улучшение жизни народа, сделали Надя популярным среди простых венгров.
Однако сворачивание индустриализации и кооперирования в сельском хозяйстве вызывали резкую критику со стороны Ракоши и его приверженцев. К тому же смещение в СССР главы правительства Г. М. Маленкова, выступавшего за приоритетное развитие лёгкой промышленности, ослабило позиции Надя. В конце концов Ракоши, использовав привычные средства закулисной борьбы, сумел одержать победу над соперником, которого немалая часть трудящихся уже считала символом новой политики, гарантом лучшей жизни. В итоге 18 апреля 1955 года Имре Надь был смещён с поста премьер-министра и исключён из ВПТ.
Внутрипартийная борьба в Венгерской партии труда между сталинистами и сторонниками реформ усилилась после доклада Хрущёва на XX съезде КПСС в начале 1956 года, и к 18 июля 1956 г. привела к отставке Первого секретаря Венгерской партии трудящихся Матьяша Ракоши, который был заменён на своего ближайшего сподвижника Эрнё Герё.

## В СССР

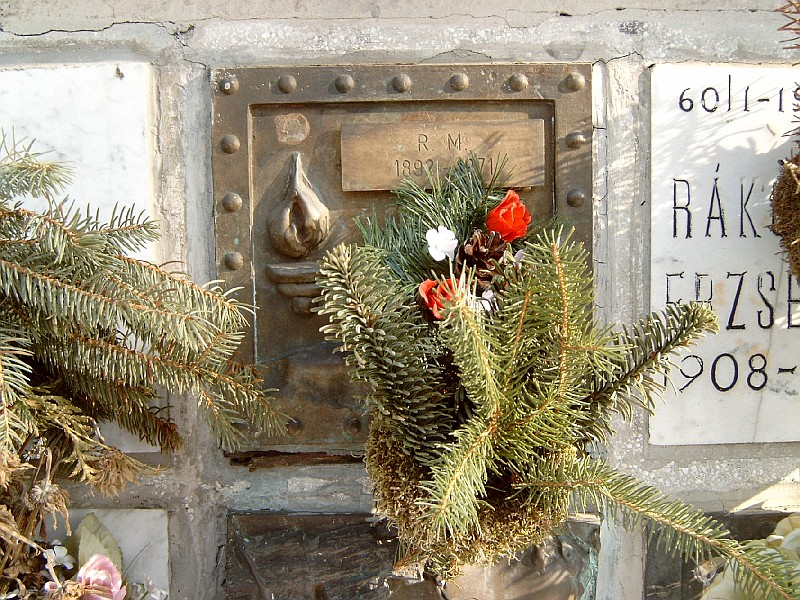
Могила Ракоши на кладбище Фаркашрети в Будапеште

Вскоре после восстания в Венгрии 1956 г. был вывезен в СССР, где после Москвы и Краснодара был помещён по личной просьбе Яноша Кадара в более отдалённые места и в менее комфортные условия. В результате бывший глава ВПТ жил вместе с супругой в киргизском Токмаке, затем, в 1966—1968 гг., в Арзамасе, а последние годы в Горьком, где он и умер. В 1970 году ему было предложено отказаться от активного участия в венгерской политике в обмен на возвращение в Венгрию, но Ракоши отказался.

## Семья
С 1944 года Ракоши был женат на советской гражданке Феодоре Фёдоровне Корниловой (1904—1979), уроженке Олекминского района Якутии и дочери якутского самодеятельного композитора, хормейстера и педагога Фёдора Григорьевича Корнилова. Ее сестра — Любовь Федоровна Корнилова — жена якутского писателя Николая Егоровича Мордвинова (Амма Аччыгыйа).
Переехав в Москву, была функционеркой Коммунистического интернационала молодежи, сотрудницей исполкома Коминтерна и председательницей ЦК профсоюза работников суда и прокуратуры. Проживая в Венгрии, супруга Ракоши хорошо освоила венгерский язык и культуру, за что пользовалась уважением в семьях руководителей ВНР. Опекала семьи советских дипломатов, дружила с женой советского посла Юрия Андропова Татьяной Филипповной.
В период жизни в Краснодаре работала в прокуратуре; с декабря 1958 года вышла на пенсию. После смерти мужа жила в Москве в доме на Кутузовском проспекте. Похоронена Ф.Ракоши на Кунцевском кладбище.
Общих детей с М.Ракоши у них не было. Сын Ф.Ф.Корниловой от первого брака — Ли Андреевич Пахомов некоторое время был проректором Московского института народного хозяйства им. Г. В. Плеханова.

## Киновоплощения
В 1950 году в американском фильме «Виновен в измене» о деле кардинала Миндсенти роль Ракоши исполнил актер Нестор Пайва.

## Память
До 1957 года улица Профсоюзная г. Иваново называлась улицей Ракоши.